# Eastern & Oriental Express

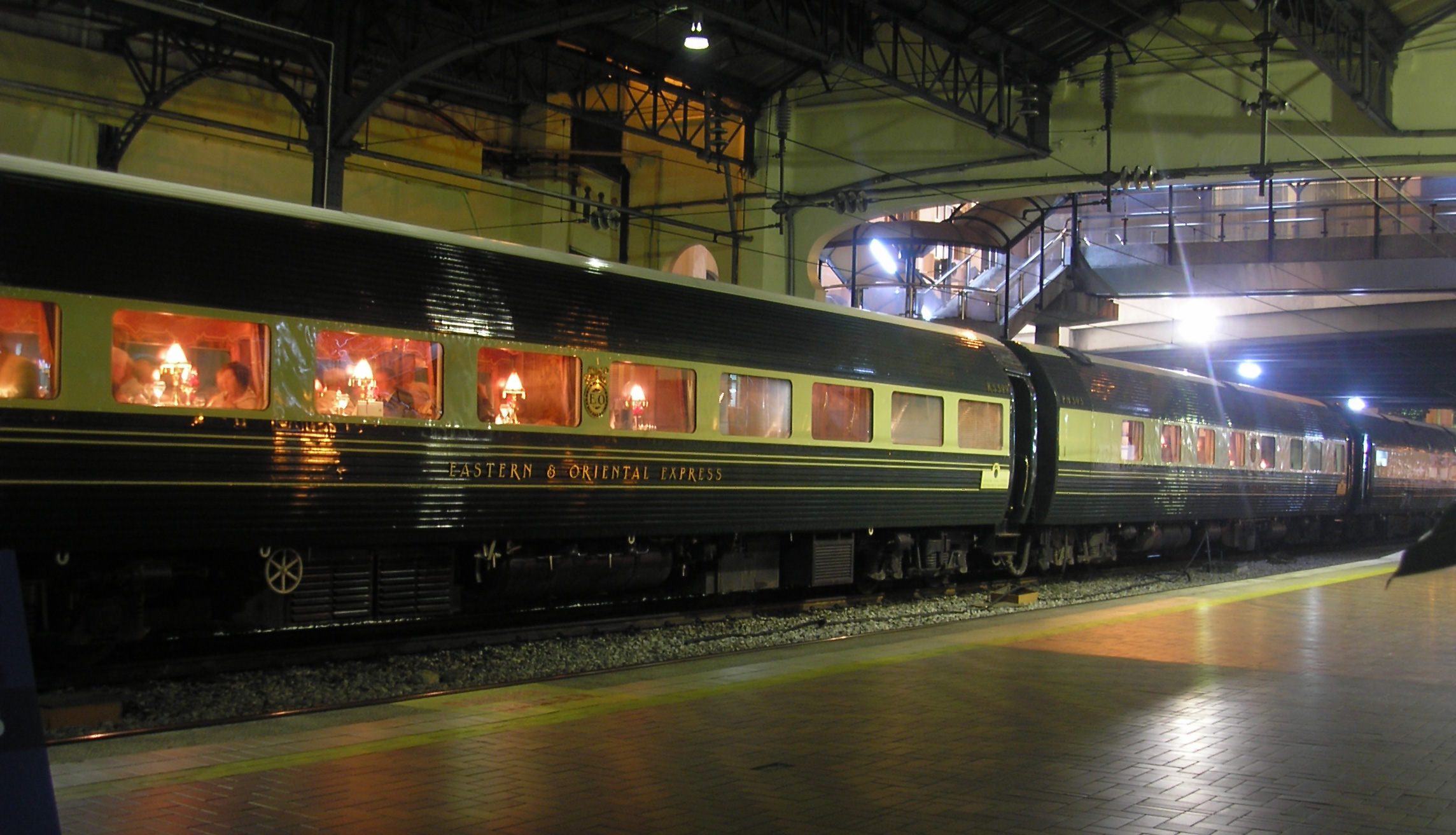
Eastern & Oriental Express trein in Kuala Lumpur, Maleisië

De Eastern & Oriental Express is een luxetrein die passagiers vervoert tussen Singapore, Maleisië en Thailand. De treinroute voert door tropisch regenwoud, bergpassen, gouden tempels, rubberplantages en afgelegen dorpen en stadjes.
De Eastern & Oriental Express rijdt tussen Singapore Woodlands Train Checkpoint (sinds 1 juli 2011, daarvoor vertrok de trein vanaf station Tanjung Pagar in het zuiden van Singapore) en Hua Lamphong (Bangkok) en stopt in Kuala Lumpur, Butterworth en Kanchanaburi. De reis duurt 3 dagen (2 nachten). In Bangkok kan men overstappen op de trein richting Chiang Mai dan wel Vientiane, de hoofdstad van Laos. Deze laatste stopt zo'n 20 km ten zuiden van Vientiane, in het Thaise Nong Khai. Op 5 maart 2009 reed deze trein voor het eerst over de Friendshipbridge Laos binnen.

## Bouw en herinrichting
De trein werd in 1972 in Japan gebouwd en was in dienst als de Silver Star in Nieuw-Zeeland. Het latere ontwerp voor de herinrichting van de wagons was van Gérard Gallet, de man achter de vormgeving en herinrichting van ook andere producten van Belmond, zoals de British Pullman en de Venice-Simplon Orient Express.

## Dienstregeling
De Eastern Oriental Express heeft in totaal negen routes, de meest gebruikte route is Bangkok - Singapore
| Dag       | Locatie                        | Aankomst                     | Vertrek |
| --------- | ------------------------------ | ---------------------------- | ------- |
| Donderdag | Singapore (Woodlands)          | -                            | 11.20   |
| Donderdag | Kuala Lumpur                   | 19.45                        | 20.30   |
| Vrijdag   | Butterworth (voor Penang)      | 08.30 (Gidstour George Town) | 11.00   |
| Zaterdag  | Kanchanaburi                   | 08.45 (Gidstour River Kwai)  | 11.25   |
| Zaterdag  | Bangkok (station Hua Lamphong) | 14.45                        | -       |